# Procurador-Geral da República de Timor-Leste

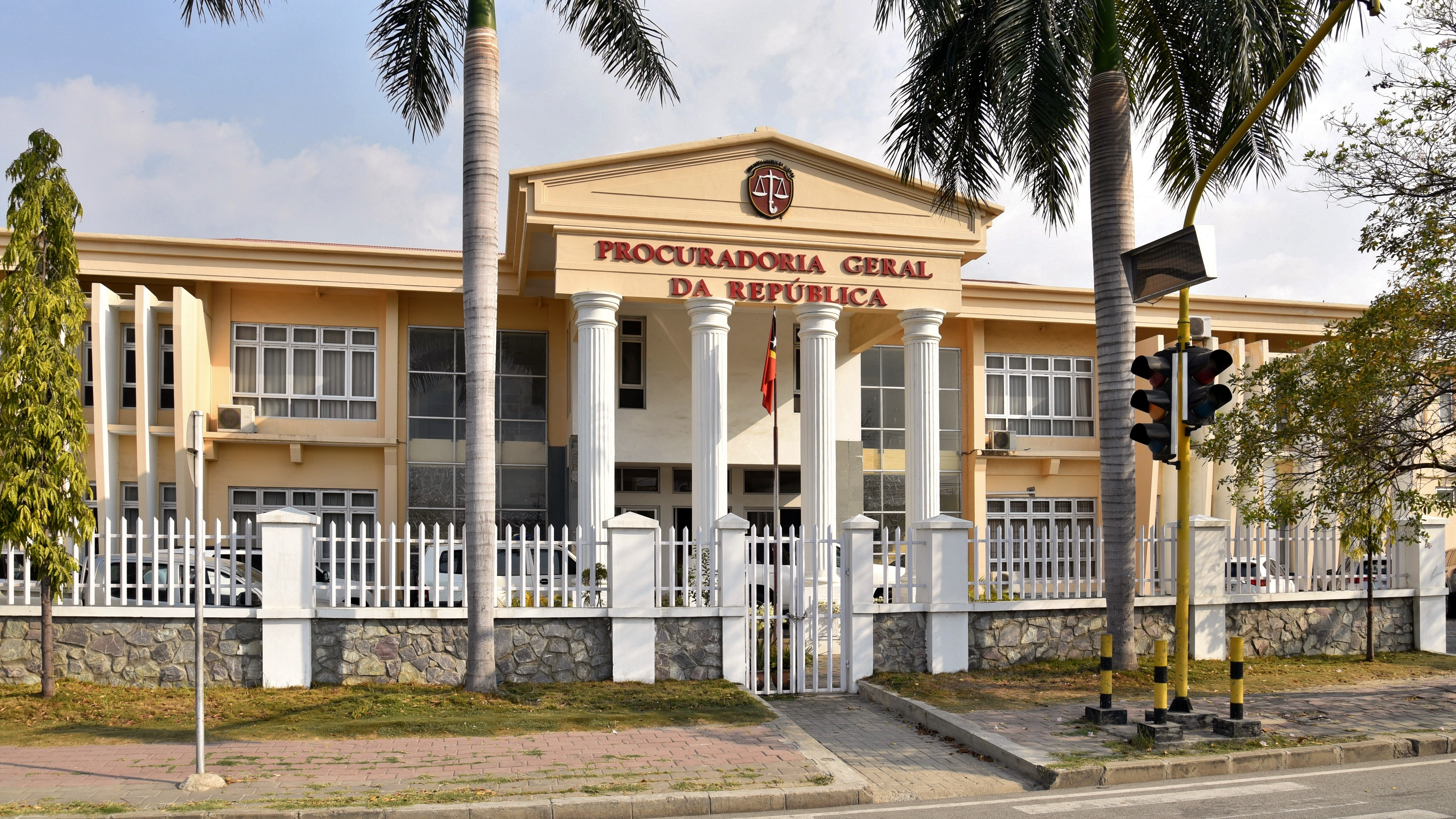
Palácio da sede da Procuradoria Geral da República.

O Procurador-Geral da República de Timor-Leste é o titular da Procuradoria-Geral da República e chefe do Ministério Público de Timor-Leste.

## Definições constitucionais
- A Procuradoria-Geral da República é o órgão superior do Ministério Público, com a composição e a competência definidas na lei.
- A Procuradoria-Geral da República é dirigida pelo Procurador-Geral da República, o qual é substituído nas suas ausências e impedimentos nos termos da lei.
- O Procurador-Geral da República é nomeado para um mandato de quatro anos pelo Presidente da República, nos termos fixados na lei.
- O Procurador-Geral da República responde perante o Chefe do Estado e presta informação anual ao Parlamento Nacional.
- O Procurador-Geral da República deve solicitar ao Supremo Tribunal de Justiça a declaração de inconstitucionalidade com força obrigatória geral de norma que haja sido julgada inconstitucional em três casos concretos.
- Os Adjuntos do Procurador-Geral da República são nomeados, demitidos e exonerados pelo Presidente da República, ouvido o Conselho Superior do Ministério Público.

## Procuradores-gerais
- José da Costa Ximenes (2013 - presente);
- Ana Pessoa (2009-2013);
- Longuinhos Monteiro (2001-2009).